# Christie George
Christie George (10 de maio de 1984) é uma futebolista nigeriana que atua como atacante.

## Carreira
Christie George integrou o elenco da Seleção Nigeriana de Futebol Feminino, nas Olimpíadas de 2008.